# Andrea Celesti

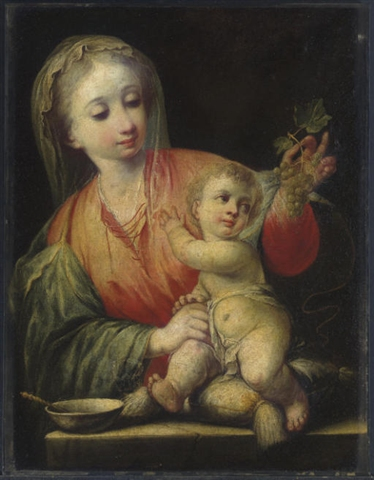
Virgen de las Uvas.

Andrea Celesti (Venecia, 1637 - Venecia, 1712) fue un pintor italiano activo durante el Barroco.

## Biografía

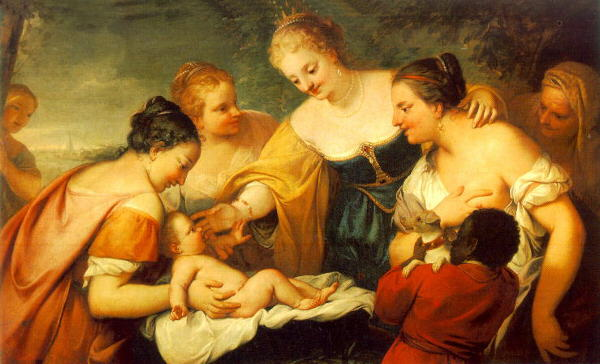
Moisés salvado de las aguas.

Recibió sus primeras lecciones de Matteo Ponzoni; posteriormente fue alumno de Sebastiano Mazzoni. Sin embargo, no compartió la misma sensibilidad de su maestro, pues siempre se sintió atraído por el naturalismo practicado por los tenebristas de comienzos del XVII.
Los primeros trabajos conocidos de Celesti ya nos lo revelan como un artista maduro. Con el tiempo se convirtió en uno de los pintores más afamados de Venecia; el dogo Alvise Contarini llegó a elevarle al grado de caballero en 1681.
Su estilo bebe de las más diversas fuentes: conoció y admiró el trabajo de Luca Giordano, pero también la habilidad narrativa de Tintoretto tuvo una decisiva influencia en su estilo. Sus pinturas en la veneciana iglesia de San Zaccaria muestran su estilo más temprano en toda plenitud; son composiciones exuberantes de luminosos colores y ejecutadas con una pincelada vibrante.
Poco después Celesti abandona Venecia para establecerse durante varios años en Brescia, con una probable parada previa en Rovigo. Su trabajo ahora se hará más decorativo y lírico, especializándose, sobre todo, en pinturas de carácter religioso y retratos. Andrea realizará obras por todo el norte de Italia, como en Toscolano o Treviso.
En 1700 vuelve a instalarse en Venecia. Se adaptó a la moda impuesta por artistas como Giovanni Coli o Filippo Gherardi, que propugnaban una pintura cercana al estilo de Paolo Veronese. Celesti supo crear brillantes efectos cromáticos y lumínicos, como demuestra su trabajo en la Villa Rinaldi Barbini de Casella d'Asolo. En sus últimas se observa una vuelta a la estética tenebrista, consiguiendo un notable efecto dramático con escenas nocturnas como las ejecutadas en Verolanuova.
Celesti no solo fue admirado por sus compatriotas. Artistas franceses como Charles-Nicholas Cochin o Jean-Honoré Fragonard fueron declarados admiradores suyos. A través de ellos, Celesti ejerce una notable influencia en los artistas del rococó de principios del siglo XVIII en Venecia, Francia y Austria.

## Obras destacadas

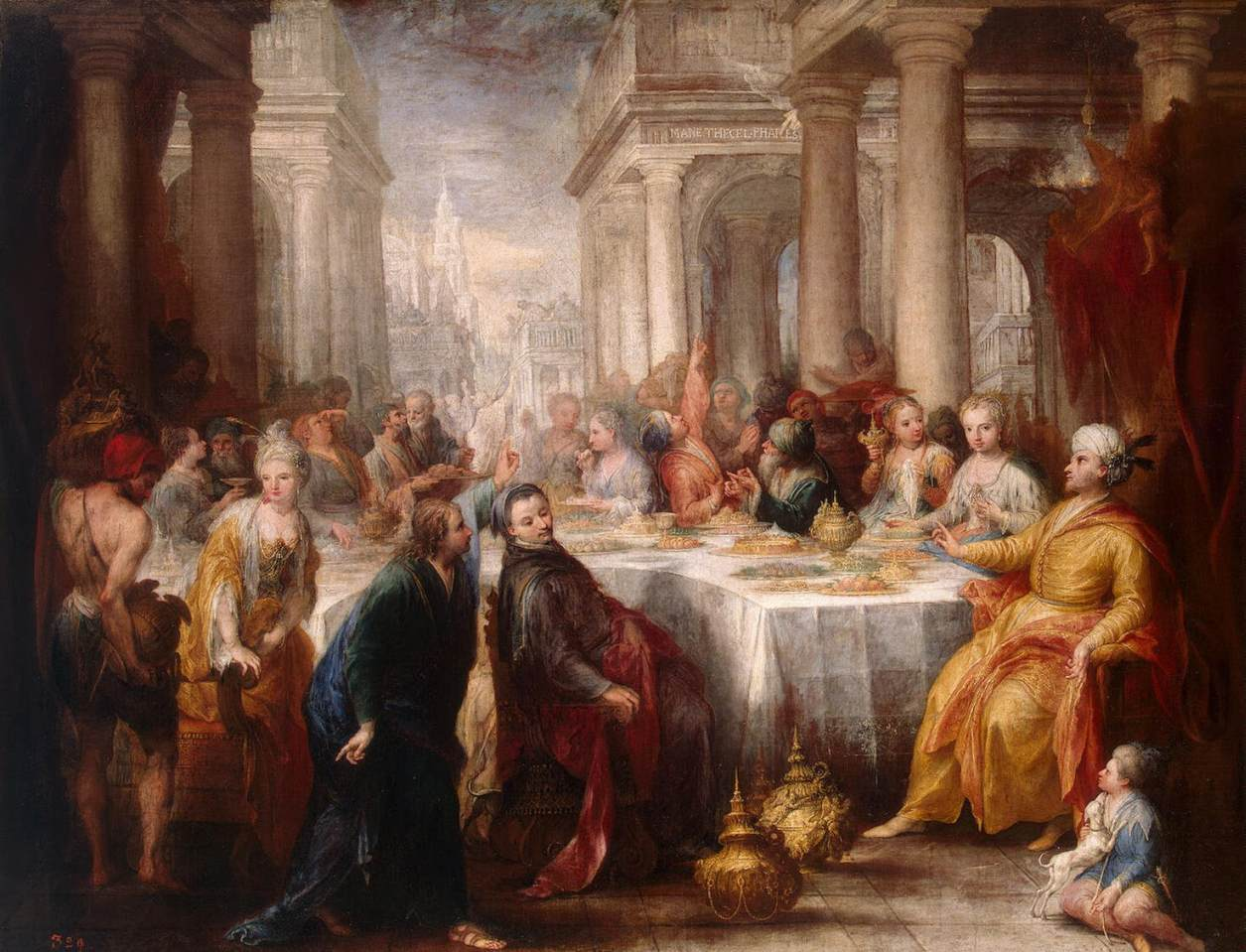
Festín de Baltasar, Museo del Hermitage, San Petersburgo.

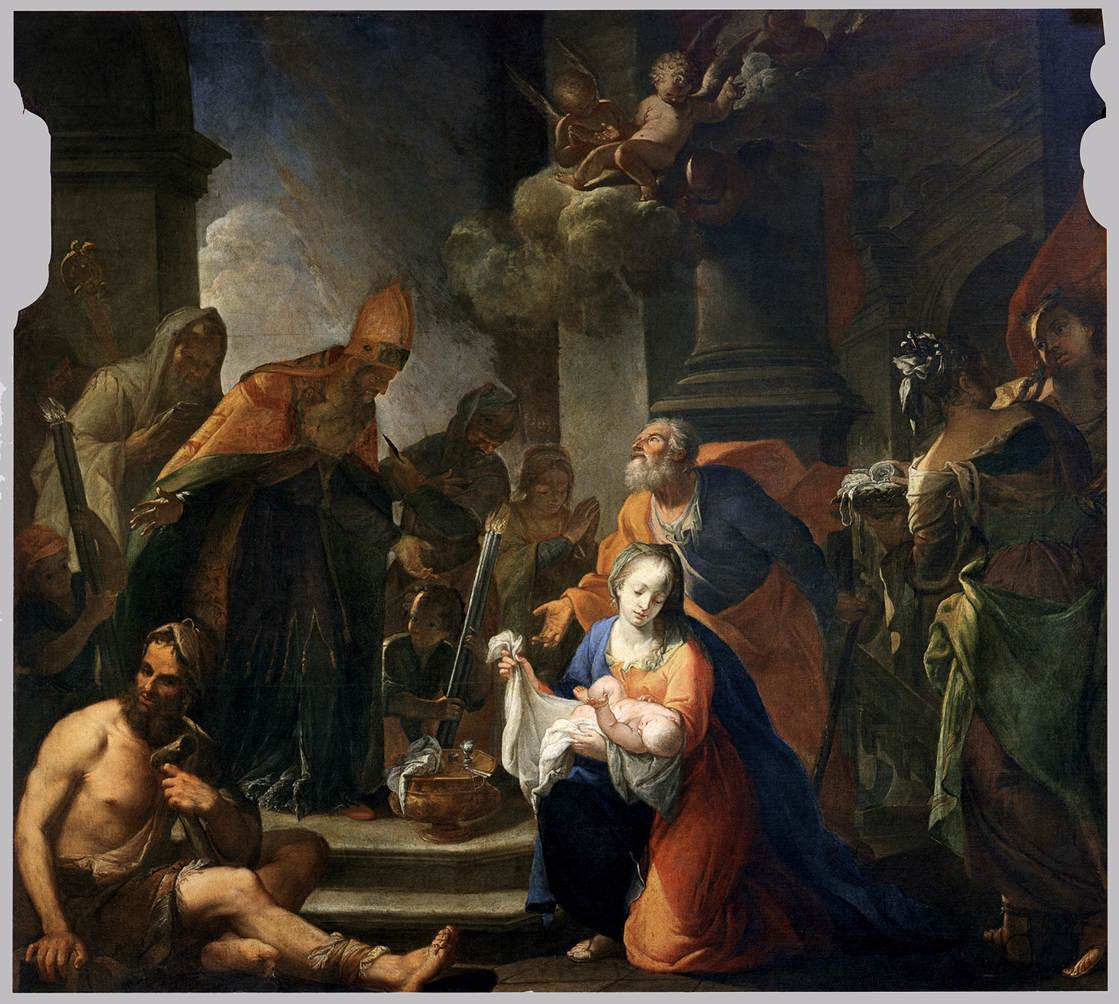
Presentación de Jesús en el Templo, San Zaccaria, Venecia.

- Retrato del dux Nicolò Sagredo (1676, Palazzo Ducale, Venecia)
- Moisés destruye el Becerro de Oro (1681, Palazzo Ducale, Venecia)
- Moisés castiga al pueblo israelita por su idolatría (1681, Palazzo Ducale, Venecia)
- Benedicto III visita a San Zacarías (1684, San Zaccaria, Venecia)
- Éxtasis de Santa Rosa de Lima (San Clemente, Brescia)
- El Condottiero (Academia, Liubliana)
- Retrato del conde Alberto di Baone (National Gallery of Ireland, Dublín)
- Escenas de la Vida de San Pedro (1688, Catedral Santi Pietro e Paolo, Toscolano)
  - Vocación de Pedro y Andrés
  - Liberación de San Pedro
  - Muerte de Simón Mago
  - Entrega de las llaves a San Pedro
  - Escena de martirio
  - La Pesca Milagrosa
  - San Pedro cura al enfermo
- Frescos del Salone del Palazzo Delay (ahora Mafizzoli, 1689, Toscolano)
- Juicio Final (1696, Catedral de Treviso), perdido.
- Paraiso (1697-99, Sankt Florian, Linz)
- Matanza de los Inocentes (Catedral de Santi Pietro e Paolo, Toscolano)
- Frescos de Villa Rinaldi Barbini (Casella d'Asolo)
- Alegoría de Venecia (Castello de San Giusto, Trieste)
- Festín de Baltasar (1705, Museo del Hermitage, San Petersburgo)
- Cuatro Evangelistas (1708, Catedral de Santi Pietro e Paolo, Toscolano)
- Exaltación de la Eucaristía (1708, Catedral de Santi Pietro e Paolo, Toscolano)
- Presentación de Jesús en el Templo (1710, San Zaccaria, Venecia)
- Nacimiento de la Virgen (1706-11, Catedral de Verolanuova)
- Asunción de la Virgen (1706-11, Catedral de Verolanuova)
- Martirio de San Lorenzo (1706-11, Catedral de Verolanuova)